# Deathrow
Pour l’article homonyme, voir Deathrow (homonymie).
Deathrow est un jeu vidéo de sport développé par Southend Interactive (en) et édité par Ubisoft, sorti le 22 octobre 2002 en Amérique du Nord, et le 24 octobre 2002 en Europe, sur console Xbox.
Le jeu se base sur le Blitz, un sport en full-contact futuriste mélangeant hockey et basketball joué avec un disque. Deux équipes de quatre joueurs humains ou contrôlés par la console marquent des points à chaque fois qu'un disque de Blitz chargé d'énergie passe à travers le cercle de l'équipe adverse, situé à 2,50 mètres du sol. Le jeu présente 150 joueurs uniques dans 18 équipes. Deathrow est d'ailleurs bien accueilli par l'ensemble de la presse spécialisée.

## Système de jeu

### Généralités
Deathrow se passe en l'an 2219. Le Blitz est devenu le sport le plus populaire du monde. Les joueurs essaient de lancer un disque à travers un cercle tout en évitant d'être victimes de full-contact par les adversaires, ce qui inclut coups de poing et de pied, prises et piétinements. Tel un rugby futuriste, le sport combine des éléments de hockey, de basket et de football américain. Des critiques comparent les mécanismes du jeu à Discs of Tron, Mortal Kombat, Blood Bowl, au Blitzball de Final Fantasy X, Blades of Steel et Speedball,,, et son esthétique à celle de Blade Runner. Le postulat de départ du jeu est également comparé au film de 1975, Rollerball,.
Il y a quatre rounds dans un match de Blitz, pendant lesquels deux équipes de quatre joueurs humains ou contrôlés par la console marquent des points à chaque fois qu'un disque de Blitz chargé d'énergie passe à travers le cercle de l'équipe adverse, situé à 2,50 mètres du sol. Les joueurs se déplacent et se font des passes à travers les arènes, et le jeu continue sans interruption entre les points marqués. L'équipe qui a le plus de points à la fin du match gagne. Les joueurs qui ne réussissent pas à marquer des points peuvent choisir de se bagarrer. Les coups font perdre de la vie au joueur qui les subit. Un personnage dont la santé est complètement épuisée est exclu de la partie, et les équipes dont tous les joueurs ont été mis à terre sont disqualifiées (on peut toutefois remplacer des joueurs pendant les rounds). Si un joueur tend à recourir fréquemment à la violence, l'I.A. du jeu compensera en lui rendant la pareille. Le jeu autorise le tir contre son propre camp, soit le fait pour des membres de l'équipe de se blesser les uns les autres, intentionnellement ou pas, avec des attaques destinées aux adversaires.
Il y a 150 joueurs uniques dans 18 équipes, chacune avec une personnalité répondant à un thème particulier en fonction de son apparence, son style de jeu, et sa vulgarité. Les équipes varient aussi par leurs aptitudes, et des caractéristiques comme la défense, la vitesse, la force, et l'esprit d'équipe. Il y a, par exemple, les Sea Cats (une équipe 100 % féminine avec des accents européens), les Marines (qui portent des tenues de camouflage et utilisent un jargon militaire), les Demons (une équipe à la force élevée et une langue démoniaque), et les Black Dragons (des ninjas à l'agilité élevée et doués pour le combat). Les équipes se battent dans 32 arènes différentes - la moitié dans des stades traditionnels, l'autre moitié avec des obstacles dans l'environnement, comme des mines dans le sol. Des bonus mineurs tels que des augmentations de santé, de crédits et de capacités font régulièrement leur apparition sur le terrain.
Les joueurs peuvent gagner des crédits en assommant les adversaires, en marquant des points, et en impressionnant la foule par leur violence et leur talent. Les crédits peuvent être utilisés pour se procurer des améliorations comme des produits dopants du marché noir. Le soutien du public est matérialisé par une jauge qui renforce les capacités de l'équipe une fois remplie. Le site IGN estime que le jeu reposait beaucoup sur le travail d'équipe. Lorsque la console joue avec une équipe qui a un mauvais score en travail d'équipe, les joueurs ne prennent pas l'initiative de poursuivre le disque ou d'aider les membres de l'équipe en difficulté. Les joueurs peuvent lancer des tactiques allant de la violence physique, l'offensive rapide, l'attitude neutre, la défense, et la défense du but.
Le jeu peut se jouer en solo, à quatre en multijoueur local, et jusqu'à huit joueurs en liaison multiconsole en connectant jusqu'à huit Xbox entre elles, mais ne permet pas de jouer en ligne via le Xbox Live. Deathrow possède une bande-son electro/dance futuriste et un doublage comprenant plus de 3 000 mots. Le jeu est compatible avec le son en 5.1 surround et autorise les bandes-son personnalisées. Le jeu est rétrocompatible avec la Xbox 360.

### Maniabilité
Avant chaque partie, les joueurs choisissent entre deux modes de caméra : « Sports » ou « Action ». Le point de vue Action suit le joueur à la troisième personne, comme si l'on regardait par-dessus son épaule ; alors que le point de vue Sports reprend une perspective de spectateur similaire à celle d'une retransmission télé d'un match de basket. Il est impossible d'accéder aux arènes fermées lorsqu'on joue avec le point de vue Sports. Le point de vue Action provoque beaucoup de secousses, et peut être légèrement reculé dans les menus.

## Développement
Deathrow est développé par Southend Interactive (en) et produit par Ubisoft. Cinq amis créent Southend à Malmö (Suède) en 1998 pour concrétiser leur rêve d'enfance de faire des jeux vidéo. Southend commence le développement de Deathrow en mai 1999 sous le nom provisoire de Blitz Disc Arena, en pensant en faire un jeu PC en ligne. L'idée de ce jeu de sport est venue d'un mélange de Speedball 2, des séries Quake et Unreal, et de Tekken. Les neuf membres de l'équipe de Southend reçoivent des kits de développement Xbox en juin 2000, et décident de déplacer le jeu sur console au début de l'année 2001. Selon l'animateur de Southend, Rodrigo Cespedes, interviewé en 2002 par le site TeamXbox, « la Xbox était la seule console qui [leur] permettrait de produire le jeu comme [ils] l'imaginaient au départ », ajoutant que Microsoft et Ubisoft ont encouragé l'orientation mature mettant l'accent sur les effusions sanguines, la brutalité et les obscénités. L'équipe commença donc le portage du jeu sur Xbox pour ses capacités particulières, parmi lesquelles les vertex et pixel shaders pour les textures d'environnement dotées de bump mapping, les animations de personnages et l'éclairage spéculaire.
Le jeu est développé sur un moteur 3D interne en développement pendant plusieurs années. Chaque personnage est composé de plus de 7 000 polygones et 55 os, ce qui contribua à ce que les joueurs aient des expressions faciales, plus de 800 animations, et la capacité de cligner des yeux. Les visages des personnages peuvent en outre exprimer des émotions comme la joie, la colère, et le fait de ressentir de la douleur. Le passage sur Xbox amène de plus grandes variations dans les personnalités des équipes. L'équipe artistique proposa plusieurs options pour chaque équipe et les développeurs puisèrent parmi celles-ci. Deathrow est conçu pour être joué avec le point de vue « Action », mais le point de vue « Sports » est introduit pour augmenter l'attrait du jeu.
Deathrow est présenté au stand d'Ubisoft à l'E3 2002, et sort le 18 octobre 2002 en Europe, et le 22 octobre 2002 en Amérique du Nord
, en exclusivité sur Xbox,. Faute de temps de développement suffisant, le jeu n'inclut pas d'option multijoueur en ligne via Xbox Live,. Deathrow devient le premier jeu complet de Southend.

## Accueil
- 1UP.com : C+[5]
- Electronic Gaming Monthly : 4,5/10[4]
- Game Informer : 5/10[19]
- Gamekult : 4/10[20]
- GameSpot : 8,7/10[8]
- GameSpy : 4/5[13]
- IGN : 9,3/10[3]
- Jeux vidéo Magazine : 5/20[21]
- Jeuxvideo.com : 8/20[22]